# ルービックリベンジ

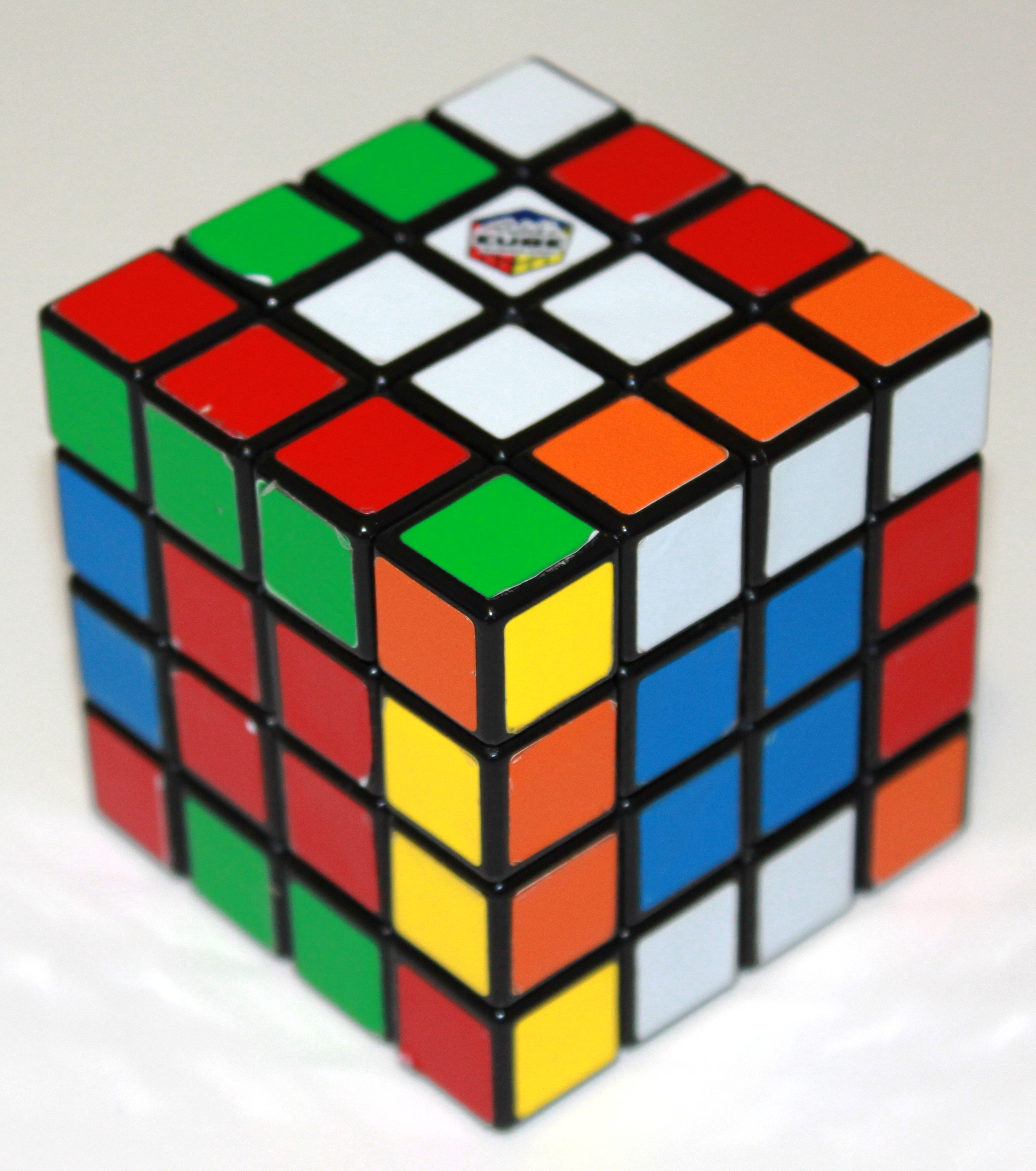
ルービックリベンジ

ルービックリベンジ (Rubik's Revenge) は、1982年に発売されたルービックキューブの4×4×4版の立方体パズルである。名称はルービックキューブを「簡単」と評したユーザーへの「復讐」を意味している。2018年以降はルービックキューブ4×4の名称で発売されている。
実は通常のルービックキューブを揃えられなくてもルービックリベンジを揃えることは理論上は可能である。しかしルービックリベンジの難易度は通常のルービックキューブ1,000,000倍以上高く、通常のルービックキューブを揃えられずしてルービックリベンジを揃えることは事実上不可能である。奇数マスのルービックキューブは各面の中央のキューブ（センターキューブ）が固定されているが、このキューブに関してはセンターキューブが4つあり、固定ではないため、4つとも同色（しかも元の色の配置）に揃えなければならない。
このキューブの組み合わせは、7,401,196,841,564,901,869,874,093,974,498,574,336,000,000,000（74載119正6841澗5649溝186穣9874𥝱939垓7449京8574兆3360億）通り{\displaystyle \left(\approx 7.4\times 10^{45}\right)}である。

## 記録
詳細は「ルービックキューブの記録一覧」を参照